# 桑西耶-多邦东站

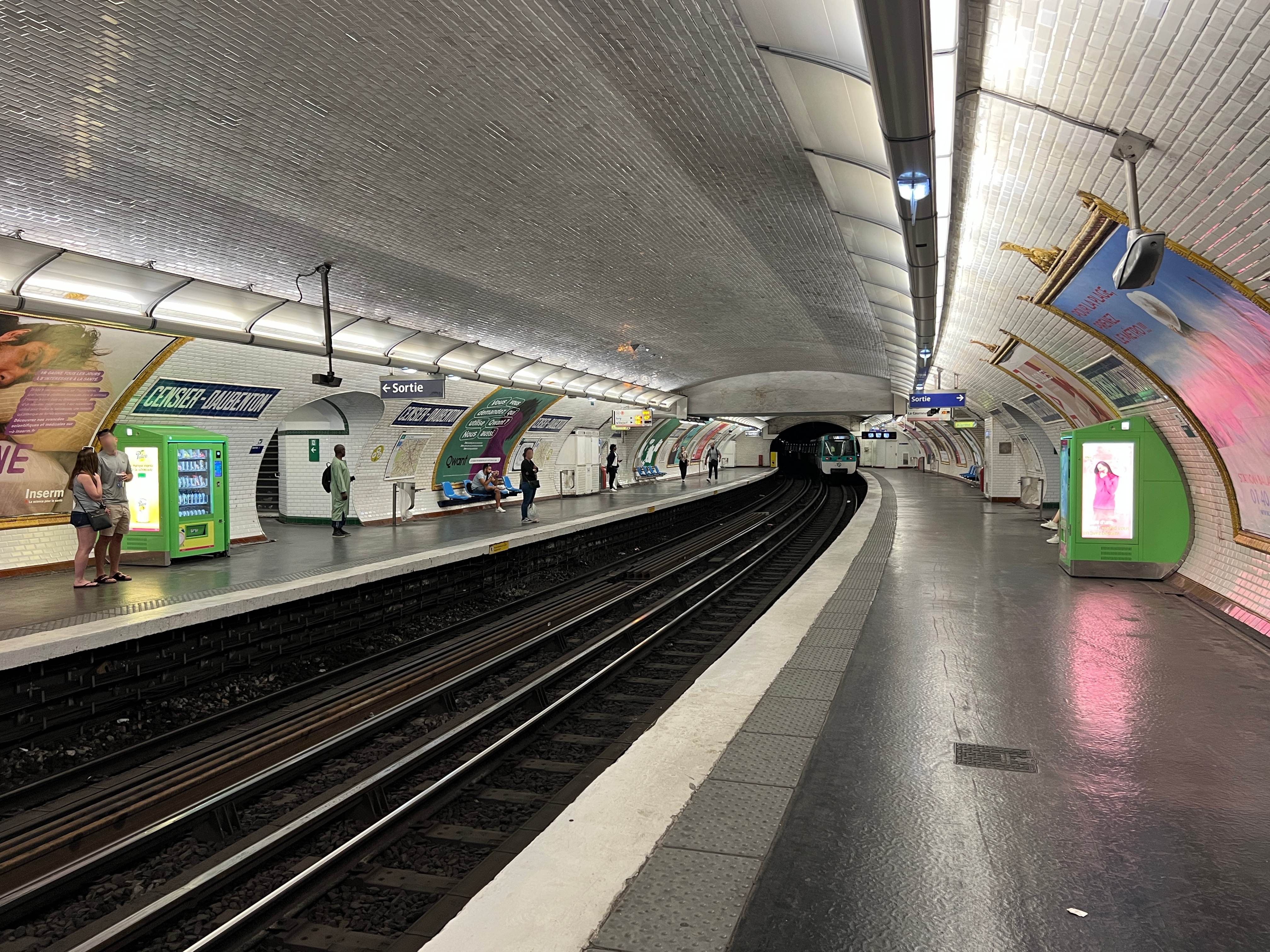
月台（2022年6月）

桑西耶-多邦东站（法語：Censier - Daubenton）是巴黎地鐵的一個車站。桑西耶-多邦东站開業於1930年2月15日，是巴黎地鐵7號線的一個車站。桑西耶-多邦东站的站名來自於桑西耶路和以法国博物学家、医生路易·让-马里·多邦东命名的多邦东路。

## 車站結構
| 街道      |                    |                                               |
| B1        | 連接層             |                                               |
| 7號線月台 | 側式月台，右側開門 | 側式月台，右側開門                            |
| 7號線月台 | 南行               | 往猶太城-路易·阿拉貢/伊夫里市政厅（莱戈布兰） |
| 7號線月台 | 北行               | 往拉库尔讷沃-1945年5月8日（蒙日廣場）         |
| 7號線月台 | 側式月台，右側開門 |                                               |